# 305 Gordonia
Gordonia (định danh hành tinh vi hình: 305 Gordonia) là một tiểu hành tinh điển hình có kích thước khá lớn ở vành đai chính.
Ngày 16 tháng 2 năm 1891, nhà thiên văn học người Pháp Auguste Charlois phát hiện tiểu hành tinh Gordonia khi ông thực hiện quan sát ở Nice và đặt tên nó theo tên chủ báo New York Herald là James Gordon Bennett, người bảo trợ cho ông.
Theo đường cong ánh sáng của 305 Gordonia cho thấy chu kỳ của sự biến đổi ánh sáng là 12,89 ± 0,01 giờ, trong thời gian đó độ sáng của nó thay đổi 0,17 ± 0,03 đơn vị độ sáng.